# Willy Kuijpers
Willy Kuijpers (Leuven, 1 januari 1937 – aldaar, 17 november 2020) was een Belgisch Vlaams-nationalistisch politicus uit de provincie Vlaams-Brabant. Hij was burgemeester van Herent en jarenlang lid van de Volksunie.

## Levensloop
Kuijpers behaalde een regentaat in Germaanse talen en werkte van 1957 tot 1971 als leraar Nederlands. Hij stond mee aan de wieg van de Vlaamse uitgeverij De Nederlanden (60 uitgegeven boektitels) met het Heelnederlandse vormingstijdschrift Nieuw Vlaanderen. 
Kuijpers was erg actief voor allerlei verdrukte volksgroepen en minderheden over heel de wereld (Basken, Bretoenen, Corsicanen, Ieren, Palestijnen, Armeniërs, de Koerden in Irak en Eritreeërs .). Tijdens de Spaanse Francodictatuur deelde hij samen met zijn collega Walter Luyten pamfletten uit aan de kathedraal van Guernica voor een vrij Baskenland. Ze werden door de Guardia Civil opgepakt en onmiddellijk over de grens gezet. In de jaren 1980 hij bracht ook opvallende bezoeken aan Eritrese onafhankelijkheidsstrijders in Ethiopië en aan Koerden in Irak.
Hij werd politiek actief voor de Volksunie, tot aan de splitsing van de partij in 2001. Bij het ledenreferendum over de toekomst van de partij dat jaar was hij een van de boegbeelden van de groep Niet Splitsen, die geen meerderheid haalde. Kuijpers bleef vervolgens partijloos, tot hij zich in 2012 aansloot bij de N-VA.
Van 1970 tot 2016 was hij gemeenteraadslid in Herent, waar hij van 1983 tot 1988 eerste schepen en van 1995 tot 2012 burgemeester was. Bij de gemeenteraadsverkiezingen in 2012 duwde Kuijpers de N-VA-lijst van Herent. Hij ambieerde echter geen nieuwe termijn als burgemeester. Hij werd herkozen als gemeenteraadslid, en de N-VA werd de grootste partij van Herent. Hij herhaalde evenwel zijn voornemen geen uitvoerend mandaat meer op te nemen en enkel te zetelen in de gemeenteraad.
Voor de Volksunie, de partij waarvan hij van 1989 tot 1992 algemeen nationaal secretaris was, doorliep Kuijpers een lange parlementaire loopbaan: van 1971 tot 1984 zetelde hij eerst voor het arrondissement Leuven in de Kamer van volksvertegenwoordigers, waar hij zich vooral bezighield met de onderwijsproblematiek en ontwikkelingssamenwerking. Door het toen bestaande dubbelmandaat zetelde hij van 1971 tot 1980 ook in de Cultuurraad voor de Nederlandse Cultuurgemeenschap en van 1980 tot 1984 in de Vlaamse Raad. In 1984 werd Kuijpers met meer dan 50.000 voorkeurstemmen verkozen tot lid van het Europees Parlement, waar hij in 1987 een van de gangmakers was van het rapport over de Talen en Kulturen van regionale en etnische minderheden in de EG. Bij de verkiezingen van juni 1989 werd hij ondanks een groot aantal voorkeurstemmen niet herkozen. Daarna zetelde hij van 1989 tot 1995 in de Senaat: van 1989 tot 1991 als rechtstreeks gekozen senator voor het arrondissement Leuven, waardoor hij opnieuw in de Vlaamse Raad zetelde, en van 1991 tot 1995 als gecoöpteerd senator. Uiteindelijk zetelde hij van 1995 tot 1997 in het eerste rechtstreeks verkozen Vlaams Parlement.
In 1997 stopte hij om gezondheidsredenen definitief als parlementslid. Op 8 juli 1998 werd hij in de plenaire vergadering van het Vlaams Parlement gehuldigd voor zijn 25 jaar parlementair mandaat. Sinds 23 februari 1999 mag hij zich ere-Vlaams volksvertegenwoordiger noemen. Die eretitel werd hem toegekend door het Bureau (dagelijks bestuur) van het Vlaams Parlement.
Kuijpers overleed in het UZ Leuven aan de gevolgen van het coronavirus. De besmetting liep hij op in het ziekenhuis zelf na een operatie wegens een val bij hem thuis.